# Ismael Álvarez de Toledo
Ismael Álvarez de Toledo y Perales  (Tomelloso, 1956) es un periodista y escritor español.

## Biografía
Durante su etapa profesional ha sido funcionario del Estado, periodista y escritor. Ha ejercido su labor en varios gabinetes de prensa de la administración. Asiduo colaborador de periódicos y revistas como ABC, Diario Vasco, La Tribuna de Albacete, Diario Montañés, Lanza, Pasos, El Ideal de Granada, Canfali o Diario Crítico. Columnista en El Mercurio y La Nación. Como comentarista político ha publicado más de setecientos artículos. Es autor de numerosos escritos sobre gastronomía y viajes. Tiene publicados dos libros: Diálogo Interior, y Diario de una terrorista, y varios más en ciernes. En la actualidad es presidente de la Asociación Nacional de Productores Agroalimentarios (PROAGRO), Vicepresidente del Grupo General de Gourmet, Vicepresidente de la CCRE, representando a España, y vocal del Consejo Iberoamericano de la Calidad Educativa.
Es miembro de varias instituciones culturales de España, Portugal e Hispanoamérica. Está en posesión de varios premios literarios nacionales e internacionales de periodismo y narrativa, entre ellos el que otorga la Comunidad Andina de Trapiche, en Chile, y el Premio de las Letras del Ayuntamiento de Finestrat (Alicante). Presidente de la Sociedad Iberoamericana de Escritores. Pertenece a la Asociación de Escritores de Castilla-La Mancha, siendo vocal de su Junta Directiva, a la Unión de Periodistas Españoles y a la Asociación de Periodistas Iberoamericanos. Es miembro a su vez de varias asociaciones literarias, fundador-director de la revista Aroma & Sabor.

## Actividades lúdicas
Miembro numerario de varias Órdenes Militares de España, del Real Oratorio del Caballero de Gracia, Presidente de la Cofradía del Queso Manchego, miembro de la Hermandad de Antiguos Caballeros Legionarios, del club Militar Las Lanzas, Secretario General de la Federación de Cofradías Gastronómicas de las Regiones de Europa, Alcaide de Honor del Castillo de Peñafiel.
Como conferenciante ha ocupado prestigiosas tribunas y ha intervenido en ciclos y congresos culturales celebrados en España y Portugal. Colaborador en tertulias radiofónicas y televisivas. Esta en posesión de varias medallas y condecoraciones otorgadas a personajes ilustres, entre ellas, la medalla de Fray Luis de León que otorga el Ayuntamiento de Belmonte, en Cuenca, cuna del insigne escritor, diplomas y premios por colaboraciones y trabajos publicados.
Es cofrade de mérito y honor de las siguientes cofradías:
- Orden de la Peregrina de Cantabria.
- Cofradía Cau del Vi de Alicante.
- Círculo de Enófilos de Utiel-Requena.
- Cofradía Gastronómica del Jamón de Guijuelo.
- Cofradía de los Quesos de Cantabria.
- Cofradía el RAIM y la Cuina Campellera, de El Campello, Alicante.
- Cofradía de la Alubia de Tolosa.
- Cofradía de la Queimada en San Sebastián.